# Daniel Burke (Ruderer)
Daniel „Dan“ Burke (* 2. Mai 1974 in Sydney) ist ein ehemaliger australischer Ruderer. Er war Olympiazweiter 2000 und Weltmeisterschaftsdritter 1997 im Achter.

## Sportliche Karriere
Der 1,93 m große Daniel Burke erreichte bei den Weltmeisterschaften 1995 den vierten Platz im Zweier mit Steuermann. 1996 belegte er zusammen mit Alastair Gordon den zweiten Platz im Zweier ohne Steuermann beim Nations Cup, einem Vorläuferwettbewerb der U23-Weltmeisterschaften. 1997 rückte er in den australischen Achter, der bei den Weltmeisterschaften auf dem Lac d’Aiguebelette die Bronzemedaille hinter den Booten aus den Vereinigten Staaten und aus Rumänien gewann. Es folgten der sechste Platz bei den Weltmeisterschaften 1998. 2000 erreichte der australische Achter bei den Weltcup-Regatten in Wien und Luzern jeweils den zweiten Platz hinter den Briten. Auch vor heimischem Publikum bei den Olympischen Spielen in Sydney konnten die Australier die Briten nicht bezwingen, mit acht Zehntelsekunden Rückstand erhielten die Australier die Silbermedaille.